# Mosbruch
Mosbruch település Németországban, Rajna-vidék-Pfalz tartományban. Lakosainak száma 162 fő (2023. december 31.).

## Népesség
A település népességének változása:
| Lakosok száma | 197  | 139  | 153  | 161  | 161  | 162  |
|               | 1975 | 2017 | 2019 | 2021 | 2022 | 2023 |